# Liste du patrimoine mondial en Macédoine du Nord
Cet article recense les sites inscrits au patrimoine mondial en Macédoine du Nord.

## Statistiques
Le premier site protégé de Macédoine du Nord est inscrit au patrimoine mondial en 1979 : le pays, sous le nom de république socialiste de Macédoine est alors membre de la Yougoslavie. Il déclare sa pleine indépendance le 8 septembre 1991 ; le pays notifie à l'UNESCO sa succession à la Convention pour la protection du patrimoine mondial, culturel et naturel le 30 avril 1997.
En 2021, la Macédoine du Nord compte 2 sites inscrits au patrimoine mondial, 1 naturel et 1 mixte.
Le pays a également soumis 3 sites à la liste indicative, 1 culturel et 2 naturels.

## Listes

### Patrimoine mondial
Les sites suivants sont inscrits au patrimoine mondial.
| Site                                                                 | Région    | Type                           | Date | Superficie (ha) | Zone tampon (ha) | Lien | Notes | Coordonnées                       | Illus. |
| -------------------------------------------------------------------- | --------- | ------------------------------ | ---- | --------------- | ---------------- | ---- | --- | --------------------------------- | ------ |
| Patrimoine naturel et culturel de la région d'Ohrid                  | Sud-Ouest | Mixte, (i), (iii), (iv), (vii) | 1979 | 94 728,6        | 15 944,4         | 99   | Inscrit alors que la Macédoine du Nord est membre de la Yougoslavie, le site est étendu dès 1980. En 2019, il est étendu à l'Albanie, devenant ainsi transfrontalier. La partie macédonienne recouvre 83 350 ha, soit 88 % du total.                                                              | 41° 07′ 05″ nord, 20° 48′ 47″ est |        |
| Forêts primaires de hêtres des Carpates et d'autres régions d'Europe | Polog     | Naturel (ix)                   | 2021 |                 |                  | 1133 | Site transfrontalier avec l'Albanie, l'Allemagne, l'Autriche, la Belgique, la Bosnie-Herzégovine, la Bulgarie, la Croatie, l'Espagne, la France, l'Italie, la Pologne, Roumanie, la Slovaquie, la Slovénie, la Suisse, la Tchéquie et l'Ukraine. 1 site en Macédoine du Nord : Dlaboka Reka (mk). | 41° 45′ 06″ nord, 20° 35′ 23″ est |        |

### Liste indicative

#### Liste actuelle
Les sites suivants sont présents sur la liste indicative du pays à la fin 2020.
| Site                               | Région    | Type                        | Date | Lien | Notes | Coordonnées                       | Illus. |
| ---------------------------------- | --------- | --------------------------- | ---- | ---- | ----- | --------------------------------- | ------ |
| Grotte de Slatinski Izvor (mk)     | Sud-Ouest | Naturel (vii), (viii), (ix) | 2004 | 1917 |       | 41° 34′ 31″ nord, 21° 13′ 01″ est |        |
| Markovi Kuli                       | Pélagonie | Naturel (vii), (viii), (ix) | 2004 | 1918 |       | 41° 21′ 43″ nord, 21° 32′ 17″ est |        |
| Site archéo-astronomique de Kokino | Nord-Est  | Culturel (i), (ii), (iii)   | 2009 | 5413 |       | 42° 15′ 50″ nord, 21° 57′ 14″ est |        |

#### Anciennes propositions
Les sites macédoniens suivants ont été inscrits sur la liste indicative de la Yougoslavie en 1986, puis abandonnés par la suite.
| Site                      | Notes | Coordonnées                       | Illus. |
| ------------------------- | ----- | --------------------------------- | ------ |
| Monastère de Nerezi       |       | 41° 58′ 37″ nord, 21° 22′ 28″ est |        |
| Parc national du Pelister |       | 40° 59′ 56″ nord, 21° 09′ 58″ est |        |